# Artemisa (béisbol)
El equipo de Artemisa nació en el año 2011 con la desaparición de la Antigua provincia de La Habana y la creación de las 2 nuevas Provincia de Artemisa y Mayabeque. El nuevo equipo de Cazadores de Artemisa fue formado por los antiguos miembros del equipo Vaqueros de La Habana  mientras que el equipo de béisbol de mayabeque (su provincia hermana) también fue formado por la otra mitad de los antiguos integrantes del equipo Vaqueros de La Habana. Artemisa fue beneficiado en el pitcheo ya que los mejores pitcher del antiguo equipo habanero pasaron a formar parte del nuevo equipo.
De forma general, el equipo no ha tenido buenos resultados, aunque se destacó en la Serie Nacional de Béisbol 2017-2018 al derrotar y eliminar en un play off al equipo Ciego de Ávila, uno de los equipos más fuertes y dominantes en el béisbol cubano en los últimos años.